# Kepler-62d

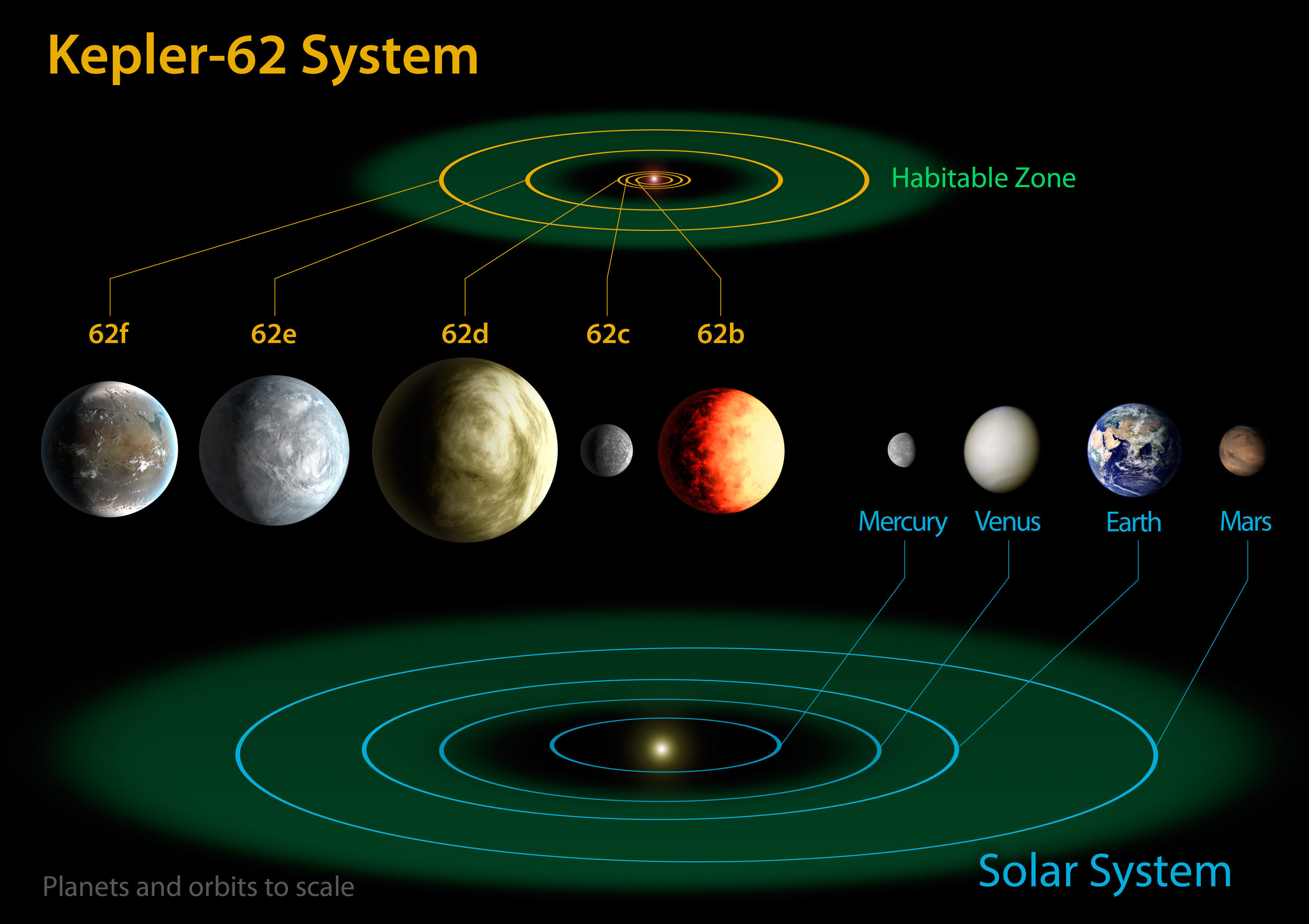
Comparação das dimensões dos planetas do sistema Kepler-62 com os planetas interiores do Sistema Solar.

Kepler-62d é o terceiro mais interno e o maior exoplaneta descoberto orbitando a estrela Kepler-62, uma estrela que está localizada a cerca de 1.200 anos-luz (370 parsecs) a partir da Terra, na constelação de Lyra. Ele tem um tamanho de cerca de duas vezes o diâmetro da Terra. Ele foi descoberto pelo telescópio espacial Kepler da NASA, através do método de trânsito, quando o efeito de escurecimento que faz um planeta como ele quando cruza em frente da sua estrela é medido. Seu fluxo estelar é de 15 ± 2 vezes ao da Terra.